# Prandtlsonde

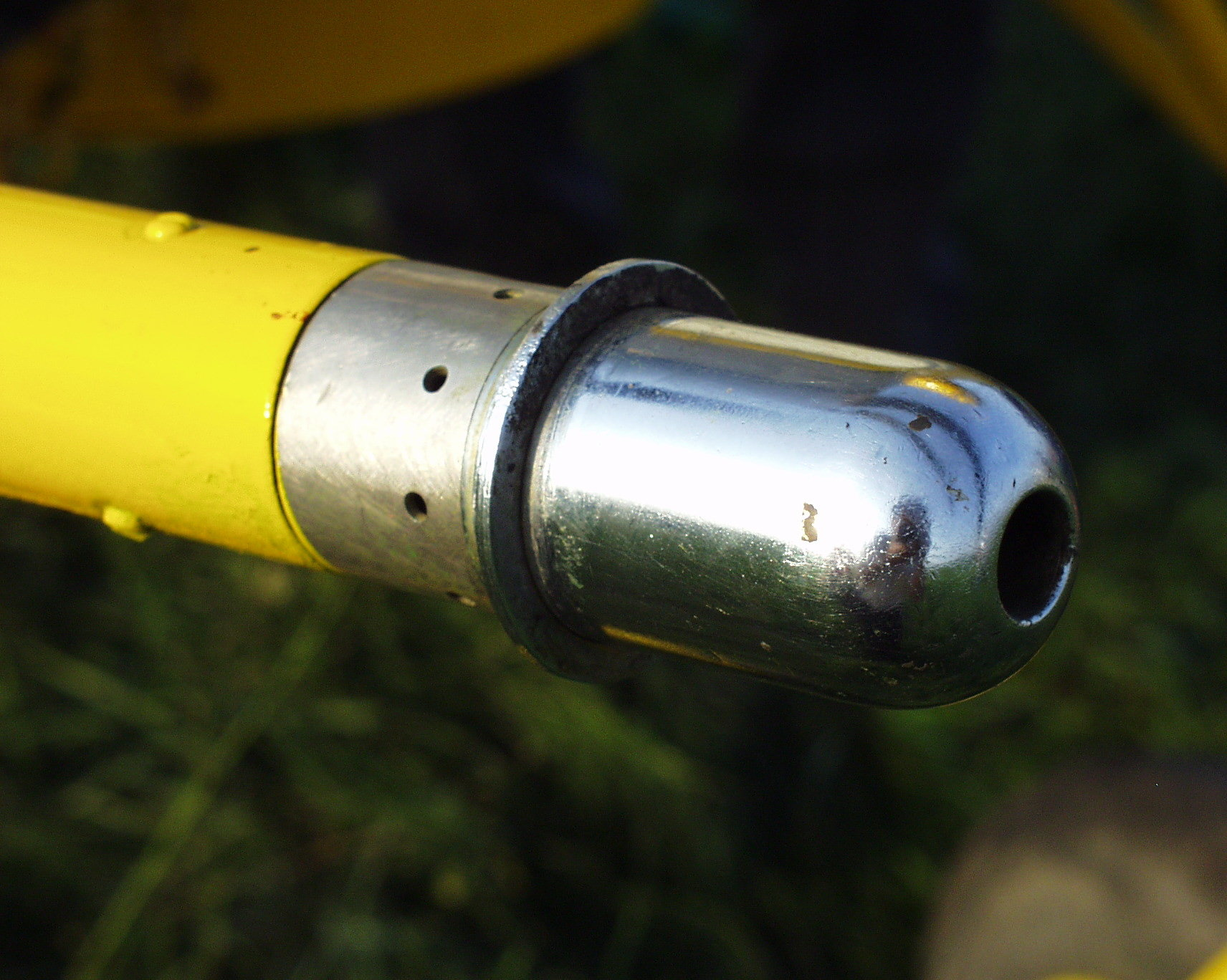
Prandtlsonde an Kamow Ka-26 Hubschrauber

Die Prandtlsonde (benannt nach Ludwig Prandtl), auch Prandtlsches Staurohr genannt, ist ein strömungstechnisches Messinstrument zur Bestimmung des Staudrucks. Es stellt eine Kombination aus Pitotrohr und statischer Drucksonde dar. Das Prandtlrohr hat eine Öffnung entgegen der Strömungsrichtung zur Messung des Gesamtdruckes und ringförmig in einem wohlberechneten Abstand zur Spitze und zum Schaft seitliche Bohrungen für die statische Druckmessung. Die Differenz dieser beiden Drücke entspricht nach dem Gesetz von Bernoulli dem dynamischen Druck (Staudruck). Der Staudruck kann durch ein Manometer direkt bestimmt werden, alternativ lässt sich über den Staudruck auch die Geschwindigkeit der die Sonde umströmenden Luft errechnen. Dies ist wichtig in der Luftfahrt zur Bestimmung der Luftgeschwindigkeit (Indicated Airspeed). Die Prandtlsonde ist dabei meist Teil eines Pitot-Statik-Systems.

## Bestimmung der Luftgeschwindigkeit

Schematische Darstellung des Staurohrs

Zur Bestimmung der Luftgeschwindigkeit verwendet man ein Leitungssystem, in dem sich eine Flüssigkeit befindet. Auf dieses Fluid wirkt eine Kraft {\displaystyle F_{\mathrm {p} }}, welche durch den Unterschied zwischen statischem und Staudruck entsteht.
Die Prandtlsonde wird so in eine Luftströmung eingebracht, dass die Strömung senkrecht auf die vordere Öffnung trifft. Der sich aus dieser Anordnung ergebende Druck am Staupunkt {\displaystyle p_{\mathrm {Ges} }}(auch Ruhedruck od. Totaldruck genannt) ist die Summe aus statischem {\displaystyle p_{\mathrm {Stat} }} und dynamischem Druck {\displaystyle p_{\mathrm {Dyn} }} (auch Staudruck genannt). Nach der Bernoullischen Gleichung ergibt sich:
{\displaystyle p_{\mathrm {Ges} }=p_{\mathrm {Stat} }+p_{\mathrm {Dyn} }=p_{\mathrm {Stat} }+{\frac {1}{2}}\cdot \rho _{\mathrm {Luft} }\cdot v^{2}}
Weitere Öffnungen der Sonde sind so positioniert, dass an ihnen die Luft vorbeiströmt, ohne sich zu stauen. Im Inneren der Sonde herrscht demnach nur der statische Druck und es gilt:
{\displaystyle p_{\mathrm {Stat} }=p_{\mathrm {Umgebung} }}
Zwischen den Drücken innerhalb und außerhalb des Staurohrs ergibt sich eine Druckdifferenz {\displaystyle \Delta p}, die nur aus dem dynamischen Anteil des Drucks besteht:
{\displaystyle \Delta p=p_{\mathrm {Ges} }-p_{\mathrm {Stat} }={\frac {1}{2}}\cdot \rho _{\mathrm {Luft} }\cdot v^{2}}
Die physikalische Verwirklichung der Differenzmessung ist in der schematischen Darstellung des Staurohrs skizziert. Ein Rohr dient als Verbindung zwischen dem Staupunkt und den seitlichen Öffnungen. Zur Messung wird eine Flüssigkeit eingebracht. Entsprechend wirkt auf die Flüssigkeit in diesem Rohr eine Kraft von
{\displaystyle F_{\mathrm {p} }=\Delta p\cdot A}
wobei {\displaystyle A} die Querschnittsfläche des Rohrs ist. Durch diese Kraft wird die Flüssigkeitssäule im Rohr verschoben. Sobald eine Höhendifferenz von {\displaystyle \Delta h} erreicht ist, wirkt die
Gravitationskraft dem Prozess entgegen: Eine Masse von
{\displaystyle m=\Delta h\cdot A\cdot \rho _{\mathrm {Fluid} }}
bewirkt eine Kraft von
{\displaystyle F_{\mathrm {G} }=m\cdot g=\left(\Delta h\cdot A\cdot \rho _{\mathrm {Fluid} }\right)\cdot g}
Es stellt sich ein Kräftegleichgewicht ein:
{\displaystyle F_{\mathrm {G} }=\left(\Delta h\cdot A\cdot \rho _{\mathrm {Fluid} }\right)\cdot g={\frac {1}{2}}\cdot A\cdot \rho _{\mathrm {Luft} }\cdot v^{2}=F_{\mathrm {p} }}
Diese Gleichung lässt sich zur Bestimmung der Geschwindigkeit {\displaystyle v} heranziehen:
{\displaystyle v={\sqrt {\frac {2\cdot \Delta h\cdot \rho _{\mathrm {Fluid} }\cdot g}{\rho _{\mathrm {Luft} }}}}}